# Glypta carlsoni
Glypta carlsoni là một loài tò vò trong họ Ichneumonidae.